# 莫夫恰尼夫 (洛卡奇區)
50°47′55″N 24°43′15″E / 50.79861°N 24.72083°E
莫夫恰尼夫（烏克蘭語：Мовчанів），是烏克蘭的村落，位於該國西部沃倫州，由沃洛德米爾區負責管轄，面積180平方公里，海拔高度223米，2001年人口193，人口密度每平方公里1.07人。